# Труёв
Труёв — река в Пензенской области, левый приток Суры (бассейн Волги).

## Гидроним

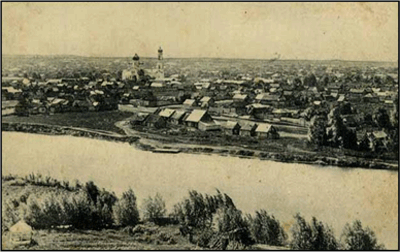
Труёв в конце XIX века

Упоминается с 1688 года как Торуев, Туруёв, Труйва. Гидроним может восходить к чувашскому дохристианскому мужскому имени «Турай» + «ёв» (мордовское-мокша) — «река»: «Тураева река». Или образоваться от чувашского географического термина «тур» («вершина, гребень горы») + «ёв» («река»).
Наиболее правдоподобной представляется этимология от древнетюркского тура — «крепость», дополненного мокша-мордовским термином «ёв» — «река». Гипотезу подтверждает наличие Труевского городища древних булгар или буртасов в районе села «Русский Труёв» в устье реки.

## Характеристика

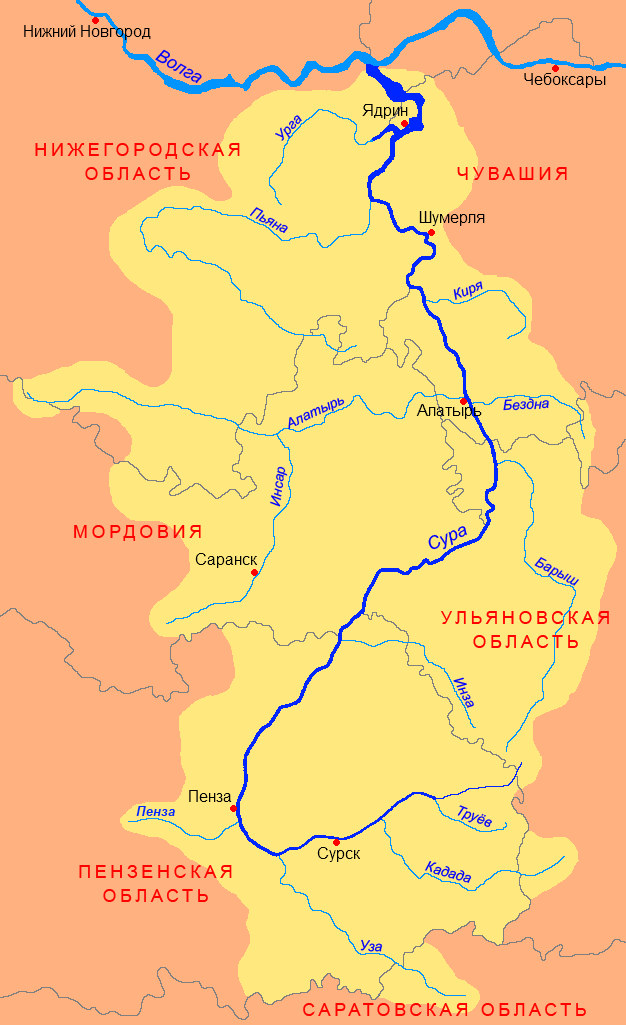
Бассейн Суры

Длина реки 63 км, ширина реки 3-5 метров, русло очень извилистое, течение спокойное. Правый берег лесной, левый — степной, верховья — лес с полянами. В районе Кузнецка имеет высокий береговой гребень. Площадь водосборного бассейна — 650 км².
Исток Труёва — искусственное болото площадью более 300 гектар. В питании реки главную роль играют родники и талые и снеговые воды.
В результате загрязнения речных вод Труёв практически потерял своё рыбохозяйственное значение. Высота истока — 276 м над уровнем моря.

## Санаторий
На берегу реки в экологически чистом месте в селе Ульяновка в семи километрах от Кузнецка находится многопрофильный санаторий «Надежда». Особенностью санатория является присутствие месторождения уникальной минеральной воды (аналог воды «Нафтуся» города Трускавец), которая объединяет лечебные факторы Кавказских Минеральных Вод. Внедряются новые программные технологии: эндоэкологическая реабилитация, реабилитация детского населения, коррекция факторов риска камнеобразования.

## Притоки Труёва

### Левые притоки
- Малый Труёв — левый приток.[3]
- Белый ключ — левый приток.[3]
- Дуванный — левый приток.[3]
- Каменный — ручей, левый приток.[3]
- Имелейка — левый приток.[4]
- Бестянка (Пестянка, Песчанка) — левый приток.[4]

### Правые притоки
- Козляковка — правый приток.[5]
- Шурчавый (Ущелье) — правый приток.[3]
- Вишнёвка (Камкидалка) — правый приток.[3]

## Данные водного реестра
По данным государственного водного реестра России относится к Верхневолжскому бассейновому округу, водохозяйственный участок реки — Сура от истока до Сурского гидроузла, речной подбассейн реки — Сура. Речной бассейн реки — (Верхняя) Волга до Куйбышевского водохранилища (без бассейна Оки).
Код водного объекта в государственном водном реестре — 08010500112110000035123.

## Фотогалерея

Весеннее половодье Труёва в Кузнецке
Первый пруд от истока Труёва
На территории санатория «Надежда»
Устье реки

## Видео
- Слияние рек Сура и Труёв в с. Первое Тарлаково (7.05.2022)
- Исток реки Труёв, болото Селитьба, село Евлашево, Кузнецкий район (16.07.2023)